# Клаудіо Бовю
Клаудіо Бовю (фр. Claudio Beauvue, нар. 16 квітня 1988, Сен-Клод) — французький футболіст, нападник клубу «Булонь». Виступає за національну збірну Гваделупи.

## Клубна кар'єра
Розпочав займатись футболом у Гваделупі, звідки незабаром перебрався до європейської частини Франції. 2005 року став гравцем «Нанта» і провів один сезон за другу команду в аматорській лізі.
2006 року став гравцем «Труа», але перший сезон також провів у другій команді. До складу основної команди приєднався 2007 року, проте основним гравцем став лише в сезоні 2008/09, за підсумками якого команда покинула Лігу 2. Попри це Бовю й далі був лідером команди і повернув команду з Труа у другий дивізіон, де провів з клубом ще один сезон. 
Влітку 2011 року на правах оренди перейшов в інший клуб Ліги 2 «Шатору». В новій команді за рік Бовю забив 10 голів у 37 іграх, після чого клуб викупив контракт гравця, який регулярно забивав і в наступному сезоні. 
29 січня 2013 року Клаудіо на правах оренди перейшов у клуб Ліги 1 «Бастію», проте не зміг закріпитись в елітному дивізіоні забивши 1 гол у 15 матчах чемпіонату, через що клуб відмовився купувати гравця в кінці сезону.
18 липня 2013 року перейшов до іншого клубу Ліги 1 «Генгама». У новій команді відразу став основним гравцем і в першому ж сезоні допоміг команді виграти Кубок Франції, зігравши в тому числі й у фінальному матчі. 
27 червня 2015 року «Генгам» погодився продати свого гравця за 5,5 мільйона євро до  ліонського «Олімпіка».
16 січня 2016 з Ліона переїхав до клубу з Ла-Ліги — Сельти з Віго за 5 мільйонів € плюс 2,5 мільйона € бонусів, підписавши угоду на 5 років.

## Виступи за збірну
З 2008 року виступав в офіційних матчах у складі національної збірної Гваделупи. Наразі провів у формі головної команди країни 5 матчів, забив 1 гол.

## Досягнення
- Володар Кубка Франції (1):

«Генгам»: 2013/14